# فيروز أباد (إسلام أباد غرب)
فيروز أباد (بالفارسية: فیروزآباد) هي قرية تقع في قسم حومة الجنوبي الريفي (مقاطعة إسلام آباد غرب) في إيران. يقدر عدد سكانها بـ 168 نسمة.